# 刘和 (侍中)
劉和（？—？），東漢末期人物，劉虞之子。曾任侍中。
公元191年，漢獻帝想回洛陽，派劉和逃出長安，前往幽州向劉虞求援。劉和中途經過南陽時被袁術扣留，袁術答應劉和會派兵去救獻帝，並叫劉和寫信給劉虞求援。劉虞收到信後派出數千名騎兵，公孫瓚認為袁術別有用心，勸劉虞不要派兵，劉虞不聽。公孫瓚因怕被袁術知道此事會對他怨恨，因此派其堂弟公孫越帶兵支援袁術，且私下說服袁術捉住劉和，並奪其兵馬。之後劉和逃往北方，被袁紹所收留。
公元193年，劉虞被公孫瓚所殺。後於195年，劉和與劉虞前部下及烏桓聯軍，在袁紹支持之下擊敗公孫瓚，令公孫瓚元氣大傷。